# Cheltenham Spa
Cheltenham Spa – węzłowa stacja kolejowa w miejscowości Cheltenham na głównej linii Bristol Temple Meads – Birmingham New Street, o znaczeniu ogólnokrajowym. Początkowo stacja obsługiwała pociągi szerokotorowe, później obie szerokości torów.

## Ruch pasażerski
Stacja Cheltenham obsługuje 462 294 pasażerów rocznie (dane za okres od kwietnia 2020 do marca 2021). W dni powszednie odjeżdża stąd ok. 8 pociągów na godzinę. 

### Przewoźnicy i połączenia
Przewoźnik administrujący stacją: First Great Western

Połączenia (stacje końcowe):
- First Great Western
  - Swindon
  - Westbury
  - Bristol
  - Londyn Paddington
  - Brighton
  - Worcester
  - Great Malvern
  - Gloucester
- CrossCountry
  - Edynburg
  - Plymouth
  - Nottingham
  - Cardiff
  - Manchester
  - Bristol
  - Birmingham
- Arriva Trains Wales
  - Maesteg
- London Midland
  - Gloucester
  - Worcester[3]

### Obsługa pasażerów
Kasy biletowe, automaty biletowe, wózki peronowe, kiosk, WC, bar, poczekalnia, klasy II, przystanek autobusowy, postój taksówek.